# B.D. Wong
Bradley Darryl "B.D." Wong (* 24. října 1960 v San Franciscu) je americký televizní a filmový herec čínského původu. Je znám ze seriálů jako Zákon a pořádek nebo z filmů, jako byl Boeing 747 v ohrožení, Sedm let v Tibetu nebo Jurský park. Jako jediný z herců z tohoto filmu se po 22 letech objevil také ve filmu Jurský svět, který měl premiéru v červnu roku 2015. Ve filmové a divadelní branži je Wong aktivní od roku 1983 až doposud.